# Zhu Zhu
Zhu Zhu (v anglickém originále The ZhuZhus; původně Polly and the ZhuZhu Pets) je kanadsko-americký animovaný televizní seriál vysílaný americkou stanicí Disney Channel od 12. září 2016. V Česku měl úvodní díl premiéru na českém Disney Channelu dne 13. března 2017.

## Příběh
Seriál se zaměřuje na 8letou dívkou Frankie Pamplemousse, která je majitelkou čtyř mluvících křečků; Pipsqueaka, pan Squigglese, Num Nums a Chunka.

## Postavy
- Frankie Pamplemousse (původně Polly Pamplemousse), osmiletá dívka a majitelka zuzíků.
- Pipsqueak je Frankiein první zuzík a jejich neoficiální vůdce. Miluje dobrodružství.
- Pan Squiggles (Mr. Squiggles) je druhý zuzík. Je chytrý a vynalézavý.
- Num Nums je třetí zuzík. Je velmi opatrná a ráda pomáhá.
- Chunk je čtvrtý zuzík. Je silný, ale nemotorný.
- Ellen Pamplemousse je Frankieina maminka.
- Stanley Pamplemousse je Frankiein táta.

## Obsazení

### Původní verze
- Jenna Warren – Frankie Pamplemousse
- Tajja Isen – Pipsqueak
- Richard Binsley – Pan Squiggles
- Stephany Seki – Num Nums
- Robert Tinkler – Chunk
- Stacey DePass – Ellen Pamplemousse
- Zachary Bennett – Stanley Pamplemousse
- Patrick McKenna – Wilfred P. Kerdle
- Rebecca Brenner – Cindy Gelato
- Samantha Weinstein – Mindy Gelato
- Brianna D'Aguanno – Madge
- Nicole Stamp – Whendy Sails
- Rob Rubin – Dr. Phelmholz

### Česká verze
- Klára Nováková
- Ivana Korolová
- Radek Kuchař
- Kristýna Skružná
- Michal Holán
- Radka Stupková
- Tomáš Juřička
- Kristýna Skalová
- Arela Nováková
- Klára Sochorová

## Vysílání
| Řada       | Díly | Premiéra v USA | Premiéra v USA | Premiéra v ČR   | Premiéra v ČR |
| Řada       | Díly | První díl      | Poslední díl   | První díl       | Poslední díl  |
| ---------- | ---- | -------------- | -------------- | --------------- | ------------- |
| 1          | 26   | 12. září 2016  | 24. srpna 2017 | 13. března 2017 | bude oznámeno |
| Zhu's News | 8    | 8. srpna 2017  | 8. srpna 2017  | bude oznámeno   | bude oznámeno |